# Cal Guitó
Cal Guitó és un masia situada al municipi de Llobera, a la comarca catalana del Solsonès.